# 田口ゆかり
田口 ゆかり（たぐち ゆかり、1959年3月18日 - ）は、日本のAV女優。1980年代前半から半ばにかけての出演作から、裏ビデオの女王とも裏本の女王とも呼ばれた
。

## 人物
80年代半ばまでに出演した裏ビデオが6、7本、ビニ本は100冊以上、裏本は約20冊に出演、それらの作品は軒並み人気作となり、特に注目されたのは製作費のかかった海外輸出向けの時代劇風のハードコアのビデオ作品で、それらが無修正のまま国内に流通した。中森明菜風の容姿と顔射、精飲、中出し、アナルなどのハードなプレイをこなした。 
ポルノ映画、AV、ストリップ、ノーパン喫茶、のぞき部屋、ソープランドなどの性風俗にも従事したが、女優としては自己管理が甘く、連絡がとれないなどで製作者サイドを困らせたことも多々あったという。
ビニ本コレクターとして知られていた谷村新司が田口のファンで、舞台に復帰した時に匿名で花束を贈ったことをTBSラジオ、『たまむすび』で明かした。そこで谷村は田口のことを「青春をくれた特別な人。」と語っている。

## 経歴
東京都大田区羽田の海老取川の船上生活者の家庭に生まれる。物心つく前に母親が家出、3歳の時、父が事故死、生活保護を受けながら祖母と少女時代を過ごす。14歳でキャバレーで働き、学校にもほとんど行かず不良の仲間入りをしてシンナー、売春などで中学三年の時、群馬県榛名の女子少年院に一年半入る。院内で中学の卒業資格を取る。
1980年8月にサラリーマンと結婚をして、世田谷でパートをしながら主婦としての生活を送っていたが、昔の仲間からビニ本のモデルをやらないかと誘われ出演、たちまち人気が出る。その後、AV、裏ビデオ、裏本、ノーパン喫茶、のぞき部屋等で働き始める。当時、裏本の帝王といわれた村西とおるも田口ゆかりを撮影しており、そのモデル意識に脱帽していた。この頃、ミスヌードコンテストで審査員特別賞を受賞している。
1981年5月、ビニ本の『セーラー服の聖女』に出演したため碑文谷署からわいせつ図画販売の幇助の容疑で出頭命令を受ける。
1983年、映画『華魁』（1983年、富士映画）の準主役に抜擢されるが、ビニ本、裏本に多数出演したことに対して神奈川県警が動き始めたとの理由で降板させられる。表向きの理由は撮影前に海外へ遊びに行き、陽に焼きすぎたので役柄にふさわしくないからということであった。その年の3月、覚せい剤不法所持容疑で武蔵野警察署に逮捕され20日間拘留されるが、後に容疑が晴れる。
1984年12月、金使いの粗さから借金が膨らみ、友人に誘われて佐賀県藤津郡の嬉野温泉のソープランドで働きながら地元の観光秘宝館でサインなどを売ったりして働き始める。九州の裏ビデオ組織の作った『旅愁』、『黒い菊』に出演したことが原因でわいせつ図画販売で指名手配され、翌年6月、病院で点滴した跡を覚せい剤と疑われたため、違うことを自ら証明するべく嬉野署へ出向いたところを逮捕され、22日間拘留されたが覚せい剤での嫌疑は晴らした。
その後、愛染恭子と同じ芸能事務所、アクトレスに所属し、百五十万とも二百万ともいわれた借金の一部は同事務所が肩代わりする。『11PM』（日本テレビ）等の番組でも特集が組まれるなどして徐々に活動も再開し、事件4カ月後には、田口ゆかり劇団をつくって大阪のストリップ劇場にて完全復帰する。
1985年には離婚するが翌年再婚するなど離婚再婚を繰り返している。
1989年5月、千葉県内の民家に忍び込み、現金1,250円を盗んだとして窃盗容疑で逮捕され、1992年7月にも長野県の戸倉上山田温泉で、ストリッパーとして働いていたときに、覚醒剤所持で逮捕された。その後浅草ロック座でストリッパーとして出演した。
2000年頃には浅草や長野のロック座でストリップをしたり、長野の温泉街で芸者などをしながら熟女系のAVにも出演している。
2007年、大蔵映画が同社の80年代作品にスポットを当て、東京・オークラ劇場で上映する企画の第3弾として彼女が主演した『田口ゆかりの裏本番恥技』が公開された。

## 非正規ビデオ作品
- 将軍 家光
- サムライの娘
- ジャパニーズ・エロチカ ザ・キモノ
- エアポートの女
- SM ｱﾅﾙ一直線
- 旅愁
- 黒い菊
- 忘れな草（1984年）
- 淑女の滴2（2003年）
- 疼
- 人妻レイプ

他

## アダルトビデオ
- 新婚旅行・愛の白日夢（1982年、東宝）
- ザ・オナニー 女優 田口ゆかりの場合（1982年、日本ビデオ映像）
- ドキュメント ザ・オナニー PART2 女優・田口ゆかり(21才)（1982年、アテナ映像）
- レイプマニア（1982年、クルーズ）他、杉本未央
- 田口ゆかりの股ぐら日記（1983年、日本ビデオ出版）
- 地獄のテクニック PART4 田口ゆかりの「もうピクピクとまらないの」（1983年、ボックス）
- 目ざめの気分はグルービー（1983年、ビデオサークル）
- 田口ゆかりの淫美な絹衣（1983年、ALTUS）他、高橋紀子、シャーリー・ウッド
- 生撮りシリーズ2 色の罠 特捜ファイル（1983年、ビッグアップル）他、竹村祐佳
- ぷっちん娘（1983年、プロペラ）
- 虐糞アナル地獄 SM陰獣（1983年、アートビデオ）
- 私生活（1984年、三和プロモーション）
- フィスト・F スチュワーデス性行術（1984年、ボックスランド）他、響恭子
- 緊縛（1984年、福田商事）他、松原レイ
- 本番三姉妹（1984年、ボックスランド）他、橋本杏子、杉本未央(菊島里子)
- オナニー・フルコース（1984年、MAXエンタープライズ）
- 性感マッサージ 奥戯（1985年、アテナ映像）
- 麗人図鑑　10人コレクションズ（1987年、ART VIDEO）他、中川えり子、ほか多数＊オムニバス作品
- 不倫恥女（1988年、炎樹社）
- ザ・レイプ13 強烈・白昼レイプ（1989年、冨士ビデオ）
- アナルバイブレーション パート2（ビデオスタジオ83）
- 近親相姦 母は息子の性奴隷（2004年、チャンネルV）
- 新近親遊戯 艶母相姦 13（2004年、グローバルメディアエンタテインメント）
- そば屋の叔母さん（2004年、タカラ映像）
- おふくろさんよ スーパースター！（1993年、ビッグモーカル）
- 底無しの欲情 月星子＆田口ゆかり（1999年、麒麟堂）
- 高級美熟女（2003年、メディアボス）
- たそがれ熟女絵日記（2005年、JUKJUK）
- 熟女真性中出し（2004年、ルビー）
- 癒しの母 痴なる母（2004年、麒麟堂）
- 熟女妻恨姦 姦魔輪姦 レイプ（2006年、麒麟堂）

発売日不明
- ザ・レイプ（九重商事）他、杉本未央(菊島里子)
- 獣姦!ゆかりのアニマルSEX（21世紀プロモーション）
- 狂った予感（映像文化社）
- 変態シリーズ ウズいてくいこんで（レジャク’84）
- 田口ゆかりのプライバシー（OFFICE 5）
- 田口ゆかりの淫乱夫婦（アラジンビデオ）
- ノーカット版 裏ビデオの女王 田口ゆかり 変態ごっこ Part2（ビデオ東京60）
- ホテルメイド性(セックス)日記 覗いて濡れて（ベルパック）
- 熟女中出し交尾（麒麟堂）

## 映画
- セックスハンター 性狩人（1980年、にっかつ）宮井えりな、太田あや子（主演）
- セックス・ロード 痴漢69号線（1982年、大蔵映画）
- 犯しの手口（1982年、東活）
- 女教師 緊縛化粧（1983年、新東宝）
- 痴漢本番電車（1983年、大蔵映画）
- 女子学園処刑教室(我が青春の桃色ショック)（1983年、新東宝）
- OL若妻女高生 連続暴行（1983年、ミリオンフィルム）
- 女子大生教師の前で（1983年、新東宝）山本さゆり（主演）
- 女教師 脱がされた教室(女教師放課後の個人授業)（1983年、新東宝）
- 獣色(田口ゆかり 鎖と牝犬)（1984年、ワールド映画）
- ザ・ケイレン（1986年、にっかつ）
- 見せちゃいます（1983年、新東宝）
- 鍵（1983年）
- 田口ゆかりの裏本番 恥戯（1989年、大蔵映画）
- 淫乱女房 下半身の甘い香り（2001年、オーピー映画）藤崎玲央奈、椎名南（主演）